# São Cristóvão (Montemor-o-Novo)
São Cristóvão is een plaats (freguesia) in de Portugese gemeente Montemor-o-Novo en telt 754 inwoners (2001).